# 小林尊
小林尊（1978年3月15日—）是日本籍的大胃王，曾在美國紐約的「納森吃熱狗大賽」連奪6屆冠軍。

## 吃热狗大赛
納森吃熱狗大賽每年定于7月4日美国独立日在纽约布鲁克林区的康尼島举行。小林尊從2001年到2006年曾連奪6屆美國紐約最著名的吃熱狗大賽的冠軍，2006年小林尊以53又3/4個熱狗，再次刷新世界紀錄，並且寫下了光榮的六連霸紀錄，以下是每年參加吃熱狗大賽的成績：
- 2001年：50個熱狗（冠軍）
- 2002年：50½個熱狗（冠軍）
- 2003年：44½個熱狗（冠軍）
- 2004年：53½個熱狗（冠軍）
- 2005年：49個熱狗（冠軍）
- 2006年：53¾個熱狗（冠軍）
- 2007年：63個熱狗（亞軍）
- 2008年：59個熱狗（亞軍）
- 2009年：64½個熱狗（亞軍）

## 其他大胃王比賽成績節錄
- 2005年8月13日在香港參加吃蒸餃比賽，他在8分鐘內吃了83個蒸餃，得到冠軍。
- 2005年8月14日在香港參加吃叉燒包比賽，12分鐘內吃了100個叉燒包，得到冠軍。
- 2006年10月29日在美國田納西州參加克里斯托連鎖餐廳（英语：Krystal (restaurant)）（Krystal）的漢堡比賽，8分鐘內吃了97個，得到冠軍。
- 2006年12月3日在臺灣臺中市參加「世界大胃王愛心爭霸賽」的吃羊肉爐大賽，24分鐘內吃下5500公克羊肉爐，得到冠軍。
- 2008年7月27日在新加坡參加吃沙嗲烤雞比賽，12分鐘內吃了11磅沙嗲烤雞，得到冠軍。[1]

## 大鬧會場
於2010年紐約舉行的競食熱狗比賽，沒有報名參賽、但有到場觀戰的小林尊突大鬧會場，企圖衝上台，並一度與保全人員扭打，最後被警方拘捕。小林尊因為不滿主辦當局要他簽長約以及禁止他參加其他競食賽事，因而拒絕報名參加賽事。小林尊看來是要藉著此舉，宣洩對大會的不滿。他批評主辦單位強迫他不可參加其他賽事，影響他的收入，對他不公平。
小林尊曾表示，他不想簽約，因為他希望以自由身參加不同團體和組織舉辦的競食大賽。

## 外部連結
- 小林尊United Food Fighter Organization官方網站 （页面存档备份，存于）